# Zentralamerika- und Karibikspiele 1970
Die 11. Zentralamerika- und Karibikspiele fanden vom 28. Februar bis 13. März 1970 in der panamaischen Hauptstadt Panama-Stadt statt.
Bereits 1938 war die Stadt Ausrichter der Spiele gewesen und damit die erste, in der die Spiele zum zweiten Mal stattfanden. Die Bewerbung Panamas setzte sich dabei mit 14:2-Stimmen gegen die kubanische Bewerbung durch. Als möglicher Ersatzaustragungsort wurde San Salvador bestimmt. Kuba war die mit großem Abstand erfolgreichste Nation mit 98 Goldmedaillen vor Mexiko, dessen Sportler 38 Mal Gold gewannen.

## Teilnehmende Nationen
20 Länder nahmen mit insgesamt 2095 Athleten an den Zentralamerika- und Karibikspielen teil. Niederländisch-Guayana (heute Suriname) und Britisch-Honduras (heute Belize) gaben ihr Debüt.
| - Amerikanische Jungferninseln - Bahamas - Barbados - Britisch Honduras - Costa Rica - Dominikanische Republik - El Salvador | - Guatemala - Guyana - Jamaika - Kolumbien - Kuba - Mexiko - Nicaragua | - Niederländisch-Guayana - Niederländische Antillen - Panama - Puerto Rico - Trinidad und Tobago - Venezuela |

## Sportarten
Bei den Zentralamerika- und Karibikspielen waren 16 Sportarten im Programm. Im Vergleich zur letzten Austragung wurden Tennis und Segeln aus dem Programm gestrichen, während Turnen wieder aufgenommen wurde.
| - Baseball - Basketball - Boxen - Fechten - Fußball - Gewichtheben | - Judo - Leichtathletik - Radsport - Ringen - Schießen | - Schwimmen - Turnen - Volleyball - Wasserball - Wasserspringen |

## Medaillenspiegel
| Platz | Land                         | Gold | Silber | Bronze | Gesamt |
| ----- | ---------------------------- | ---- | ------ | ------ | ------ |
| 01    | Kuba                         | 98   | 61     | 51     | 210    |
| 02    | Mexiko                       | 38   | 46     | 40     | 124    |
| 03    | Kolumbien                    | 15   | 9      | 13     | 37     |
| 04    | Puerto Rico                  | 13   | 18     | 25     | 56     |
| 05    | Venezuela                    | 6    | 16     | 18     | 40     |
| 06    | Panama                       | 5    | 17     | 19     | 41     |
| 07    | Niederländische Antillen     | 5    | 6      | 10     | 21     |
| 08    | Trinidad und Tobago          | 1    | 2      | 3      | 6      |
| 09    | Jamaika                      | 1    | —      | 3      | 4      |
| 10    | Guatemala                    | —    | 2      | 4      | 6      |
| 10    | Guyana                       | —    | 2      | 4      | 6      |
| 12    | Dominikanische Republik      | —    | 2      | 1      | 3      |
| 13    | Nicaragua                    | —    | 1      | 4      | 5      |
| 14    | Bahamas                      | —    | —      | 1      | 1      |
| 14    | Amerikanische Jungferninseln | —    | —      | 1      | 1      |